# Le Sultan des nuages
Le Sultan des nuages (titre original : The Sultan of the Clouds) est un roman court de science-fiction de Geoffrey Landis paru en 2010 puis traduit en français et publié aux éditions Le Bélial' en 2017. Il a obtenu le prix Theodore-Sturgeon 2011.

## Résumé
Carlos Fernando Delacroix Ortega de la Jolla y Nordwald-Gruenbaum, un préadolescent héritier d'une immense fortune et de la propriété de la plupart des villes flottantes de Vénus, invite sur sa planète le docteur Léa Hamakawa, une spécialiste de terraformation ayant œuvré sur Mars. David Tinkerman, le spécialiste technique qui l'accompagne, secrètement amoureux d'elle, découvre que Carlos Fernando compte épouser Léa. En tentant d'en apprendre plus à ce sujet et dans le but de contrecarrer les plans du richissime Vénusien, David découvre alors pourquoi ce dernier tente de recruter Léa.